# Drömgrottan
Drömgrottan är belägen nedanför den övre klätterväggen på Midskogsberget omkring 20 kilometer från Sundsvall och har bildats efter att bergsidan har kollapsat. Grottan är uppmätt till 185 meter i tre våningsplan. 
Drömgrottan utforskades 1994 av några speleologer från Sundsvall och är Medelpads längsta grotta. Grottan var första året bara 57 meter, men efter undersökningar av en mycket liten passage fann man drygt 100 meter ytterligare. Det finns numera ett blått snöre genom nästan hela grottan som man kan följa för att inte komma bort sig. Grottan har en par ganska trånga passager men även ett par stora salar med takhöjd upp till drygt 4 meter.